# World Series of Poker 1993
1993 års World Series of Poker (WSOP) pokerturnering hölls vid Binion's Horseshoe.

## Inledande event
| Event                          | Vinnare          | Pris (USD) | Tvåa               |
| ------------------------------ | ---------------- | ---------- | ------------------ |
| $1 500 Limit Hold'em           | Hugo Mieth       | $220 800   | Jack Keller        |
| $1 500 Seven Card Stud         | Robert Turner    | $103 800   | Dave Crunkleton    |
| $1 500 Limit Omaha             | Jack Keller      | $61 800    | Howard Lederer     |
| $1 500 Seven Card Stud Split   | Gene Fisher      | $113 400   | Mike Krescanko     |
| $1 500 Seven Card Razz         | Ted Forrest      | $77 400    | Charles Burris     |
| $1 500 Omaha 8 or better       | Ted Forrest      | $120 000   | John Cernuto       |
| $1 500 No Limit Hold'em        | Phil Hellmuth Jr | $161 400   | Chris Tsiprailidis |
| $1 500 Pot Limit Omaha         | Buddy Bonnecaze  | $83 400    | Roy Dudley         |
| $1 500 Pot Limit Hold'em       | John Bonetti     | $122 400   | Chau Giang         |
| $2 500 Omaha 8 or better       | Erik Seidel      | $94 000    | J. W. Smith        |
| $5 000 Deuce to Seven Draw     | Billy Baxter     | $130 500   | Phil Hellmuth Jr   |
| $1 500 Ace to Five Draw        | Chau Giang       | $82 800    | Brian Nadell       |
| $2 500 Pot Limit Hold'em       | Hamid Dastmalchi | $114 000   | Mickey Appleman    |
| $2 500 Seven Card Stud         | Marty Sigel      | $113 000   | Lonnie Williams    |
| $1 500 Pot Limit Omaha         | Humberto Brenes  | $73 600    | Jay Heimowitz      |
| $2 500 Limit Hold'em           | Humberto Brenes  | $149 000   | Tom Cady           |
| $5 000 Seven Card Stud         | Ted Forrest      | $114 000   | John Heaney        |
| $2 500 No Limit Hold'em        | Phil Hellmuth Jr | $173 000   | Noli Francisco     |
| $5 000 Limit Hold'em           | Phil Hellmuth Jr | $138 000   | Don Williams       |
| $1 000 Ladies' Seven Card Stud | Phyllis Kessler  | $32 800    | Becki Vincent      |

## Main Event
220 stycken deltog i Main Event. Varje deltagare betalade $10 000 för att delta.

### Finalbordet
| Placering | Namn             | Pris       |
| --------- | ---------------- | ---------- |
| 1         | Jim Bechtel      | $1 000 000 |
| 2         | Glenn Cozen      | $420 000   |
| 3         | John Bonetti     | $210 000   |
| 4         | Mansour Matloubi | $120 000   |
| 5         | Thomas Chung     | $72 000    |
| 6         | Mike Cowley      | $36 000    |